# 圣高比宁堂
圣高比宁堂（義大利語：Chiesa di San Corbiniano all'Infernetto）是一座罗马天主教教堂，位于意大利罗马南郊Infernetto区的Via Ermanno Wolf Ferrari 201号，靠近Via Erik Satie。

## 历史
该堂区创建于1989年10月20日，名为San Guglielmo al Laurentino；2008年6月20日改名，供奉圣高比宁。教堂于2009年至2010年期間興建，2011年祝圣。
2010年11月20日，教宗本笃十六世将该堂封为领衔堂区。首任領此堂區司铎銜的枢机为赖因哈德·马克思（2010年11月20日至今）。2011年3月20日，本笃十六世访问该堂。